# 弁天 (草加市)
弁天（べんてん）は、埼玉県草加市の町名。現行行政地名は弁天一丁目から六丁目。郵便番号は340-0004。

## 地理
草加市東部の沖積平野に位置する。東側を古綾瀬川が流れる。地内は主に住宅地で南部は工業地域の様相を呈している。

## 沿革
もとは江戸期より存在した武蔵国足立郡谷古田領に属する篠葉村であった。なお、村の鎮守は弁天社であった。
- はじめは幕府領、以降変遷なし[4]。なお、検地は1768年（元禄8年）に実施。
- 1606年（慶長11年）に草加宿の宿組のひとつとして宿篠葉村（後の神明町、現神明および住吉の一部）を分村したと云う[4][5]。
- 幕末の時点では足立郡に属し、明治初年の『旧高旧領取調帳』の記載によると、幕府領（代官・佐々井半十郎支配所）[6]。
- 1868年（慶応4年）6月19日 - 幕府領が武蔵知県事・山田政則（忍藩士）の管轄となる。
- 1869年（明治2年） 
  - 1月13日 - 武蔵知県事・宮原忠英の管轄区域に大宮県を設置。県庁は東京府馬喰町に置かれる。
  - 9月29日 - 県庁が浦和に置かれ浦和県に改称。
- 1871年（明治4年）11月13日 - 第1次府県統合により埼玉県の管轄となる。
- 1879年（明治12年）3月17日 - 郡区町村編制法により成立した北足立郡に属す。郡役所は浦和宿に設置。
- 1889年（明治22年）4月1日 - 町村制施行により、篠葉村、槐戸村、九左衛門新田、長右衛門新田、清右衛門新田、新兵衛新田、金右衛門新田、東中曽根村、善兵衛新田が合併し北足立郡新田村が成立。篠葉村は新田村の大字篠葉となる。
- 1955年（昭和30年）1月1日 - 草加町、谷塚町、新田村が合併し草加町となり、草加町の大字となる。
- 1958年（昭和33年）11月1日 - 市制が施行され、同時に草加町大字篠葉から弁天町に町名変更[7]。
- 2000年（平成12年）7月1日 - 第7次住居表示の実施により弁天町から弁天一丁目〜六丁目が成立[8]。

## 世帯数と人口
2017年（平成29年）10月1日現在の世帯数と人口は以下の通りである。
| 丁目       | 世帯数    | 人口    |
| ---------- | --------- | ------- |
| 弁天一丁目 | 818世帯   | 1,719人 |
| 弁天二丁目 | 985世帯   | 1,886人 |
| 弁天四丁目 | 400世帯   | 902人   |
| 弁天五丁目 | 641世帯   | 1,485人 |
| 弁天六丁目 | 499世帯   | 968人   |
| 計         | 3,343世帯 | 6,960人 |

## 小・中学校の学区
市立小・中学校に通う場合、学区は以下の通りとなる。
| 丁目       | 番地 | 小学校             | 中学校             |
| ---------- | ---- | ------------------ | ------------------ |
| 弁天一丁目 | 全域 | 草加市立八幡小学校 | 草加市立松江中学校 |
| 弁天二丁目 | 全域 | 草加市立八幡小学校 | 草加市立松江中学校 |
| 弁天三丁目 | 全域 | 草加市立八幡小学校 | 草加市立松江中学校 |
| 弁天四丁目 | 全域 | 草加市立八幡小学校 | 草加市立川柳中学校 |
| 弁天五丁目 | 全域 | 草加市立八幡小学校 | 草加市立川柳中学校 |
| 弁天六丁目 | 全域 | 草加市立八幡小学校 | 草加市立川柳中学校 |

## 交通

### 鉄道
鉄道駅は地区内に無い。東武伊勢崎線（東武スカイツリーライン）獨協大学前駅が最寄り駅となっている。

### 道路
- 埼玉県道・千葉県道29号草加流山線
- 埼玉県道115号越谷八潮線（草加産業道路）
- 松原文化通り
- 越戸橋通り

## 地域

### 寺社
- 真言宗豊山派観正院 - 隣の八幡町に墓地を有する。
- 厳島神社
- 日枝神社
- 天満宮

### 公園
- 篠葉公園
- 弁天公園
- 弁天遊園
- 弁天第1公園
- 弁天第2公園
- 弁天第5公園
- 弁天第7公園
- 弁天第8公園
- 弁天第11公園
- 弁天第12公園

### 施設
- 草加弁天郵便局
- 草加警察署弁天交番
- ハローワーク草加
- 草加市立しのは保育園
- 弁天町会館
- 城北信用金庫東草加支店